# 三木正太郎
三木 正太郎（みき しょうたろう、1913年6月11日 - 1988年10月4日）は、日本の思想史学者。皇學館大学教授。平田篤胤についての研究で知られる。

## 来歴
大阪府大阪市に生まれる。1934年（昭和9年）に大阪高等学校を卒業、1937年（昭和12年）に東京帝国大学文学部を卒業、東京帝国大学副手となる。
1938年（昭和13年）に応召される。1941年（昭和16年）に大阪府主事、浪速高等学校教授を嘱託されるが、再び応召される。1943年（昭和18年）に三度目の応召。1946年（昭和21年）に復員し、大阪府立図書館の司書となる。
1950年（昭和25年）に大阪府主事、1952年（昭和27年）に大阪社会事業短期大学助教授、1958年（昭和33年）に同大学教授。
1962年（昭和37年）に皇學館大学教授。1980年（昭和55年）に同大学を退職、名誉教授となる。

## 著書
- 『平田篤胤の研究』神道史学会、1969年。
- 『日本思想史の諸問題』皇學館大学出版部、1989年。